# Bir baba hindi
Bir baba hindi ist einer der ältesten Fangesänge im türkischen Fußball. Der Gesang entstand im Jungengymnasium Istanbul in den 1930er Jahren.

## Geschichte
Schöpfer des Gesangs war Süha (oder: Seha) Erge (1924–1974). Dieser war damals 1. Trommler am Jungengymnasium Istanbul. Er berichtete, der Kehrvers sei zufällig entstanden, als die Schüler aus Anlass eines Wettbewerbes zum Feiertag Zafer Bayramı vom Mädchengymnasium Ankara bewirtet worden seien und auf dem Tisch ein großer gebratener Truthan (türk. hindi) gestanden habe. Dabei habe er ausgerufen: „Oo bir baba hindi!“ (etwa: O, ein Vater-Truthahn!). Die Mitschüler hätten diesen Ausruf mit „Heey Allah!“ beantwortet. Dies sei die Geburtsstunde dieses Fangesangs. Erge war es auch, der den Gesang später in die Stadien trug. Der „Baba hindi“ geriet in Vergessenheit, erlebte aber Anfang des 21. Jahrhunderts eine Renaissance.

## Intonation
Der Fangesang wird in der Form eines Wechselgesangs intoniert. Ein Einpeitscher beginnt mit der ersten Zeile „Bir baba hindi“ und die Menge antwortet mit „Hey de yallah“. Es gibt zahlreiche Varianten des Gesangs. Eine Variante, die der ursprünglichen Form entspricht, lautet:
Bir baba hind/Hey de yallah!

Olsa da Şimdi/Hey de yallah!

Pilav da zerde/Hey de yallah!

Kaşık da nerrde/Hey de yallah!

Gideriz billa/Hey de yallah!

Şampiyonluğa billah/Hey de yallah!

Filana da bindi/Hey de yallah! Hey Allah!
Einpeitscher nennt man in der Türkei Amigo. Karıncaezmez Şevki war ein solcher bekannter Amigo.